# 立太子

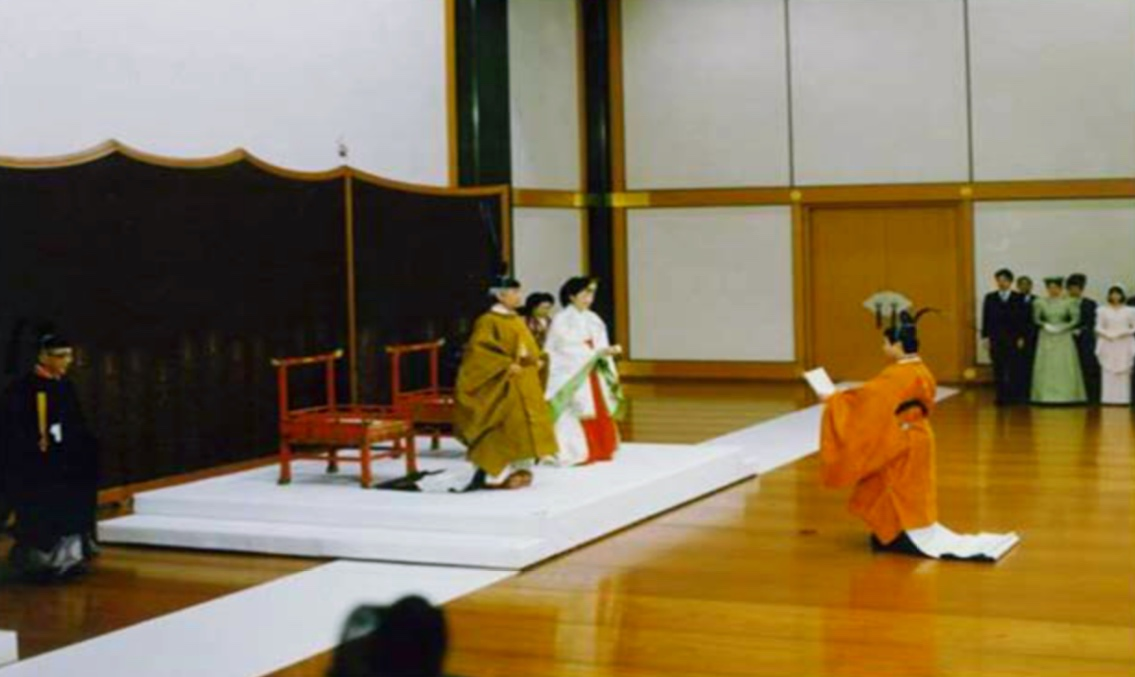
立太子宣明の儀に臨む徳仁親王
1991年（平成3年）2月23日

立太子（りったいし）は、広く東アジアにおいて広まった儀礼で、日本の天皇・中国の皇帝の皇子等を跡継ぎとして太子に立てることである。日本の皇子に対しては立坊（りゅうぼう、りつぼう）もしくは立儲（りっちょ）とも言う。
また、日本においてはこの概念が定着していることから、ヨーロッパの王家に対しても、「立太子」の語を用いることがある。

## 日本の事例
持統天皇10年（696年）7月10日、有力者であった高市皇子が薨去すると、史上初の天皇位ではなく皇太子位を巡る抗争が起きた。そして、持統天皇11年2月16日（697年3月13日）、珂瑠皇子が皇太子に立てられ、同年8月1日（697年8月22日）に即位し第42代文武天皇となったことが、史上初の皇太子位を経て天皇に即位した事例である。これ以降、天皇が後継者を指名し、次期後継者を名実ともに後継者とするプロセスが確立された。
なお、立太子後に廃位された早良親王のような事例もある。
立太子は、儲君（ちょくん、もうけのきみ）とも呼ばれ、儲君を受けた皇子は立太子の礼（立太子礼）の儀式を執り行い、下記の例の如く、内外に「皇嗣たる皇太子に就任したこと」を宣言する習わしであった。
治承2年12月15日（ユリウス暦：1179年1月24日）に行われた言仁親王の立太子の宣命は次の通りである。

立太子の宣命の例（『玉葉』より）

現神止大八洲所知須倭根子天皇我詔旨良万止、勅命乎親王諸王緒臣百官人等天下土民衆聞食止宣、随法尓可有久政止爲弖、言仁親王乎皇太子止定賜布、故此之状氐、仕奉礼止詔天皇勅旨乎衆聞食止宣、治承二年十二月十五日

　
（訓読文）
現神（あきつかみ）と大八洲所知須（おほやしまにしろしめ）す天皇（すめら）が詔旨（おほみこと）らまと、勅命（おほみこと）を親王（みこたち）諸王（おほきみたち）諸臣（まへつきみたち）百官人等（もものつかさのひとたち）天下土民（あめのしたおほみたから）衆（もろもろ）聞食（きこしめせ）と宣（の）る、随法（のりのまにま）に可有（あるべ）く政（まつりごと）として、言仁親王（ときひと）を皇太子（ひつぎのみこ）と定め賜ふ、故此（かれかく）の状（さま）を悟りて、仕へ奉（まつ）れと詔（のりたまふ）天皇（すめら）が勅旨（おほみこと）を衆（もろもろ）聞食（きこしめ）せと宣（の）る、治承2年12月15日

 儲君に関しては、江戸時代までは皇室典範のような皇位継承の順序を定めた法律がなく、天皇の意思や朝廷、幕府などの介入により、複数の候補者から選ばれるのが慣例であった。なお、中世の朝廷衰微の時代には立太子の礼を行う予算がないために、儲君が立太子をされないまま、次期天皇に即位した例も多い。

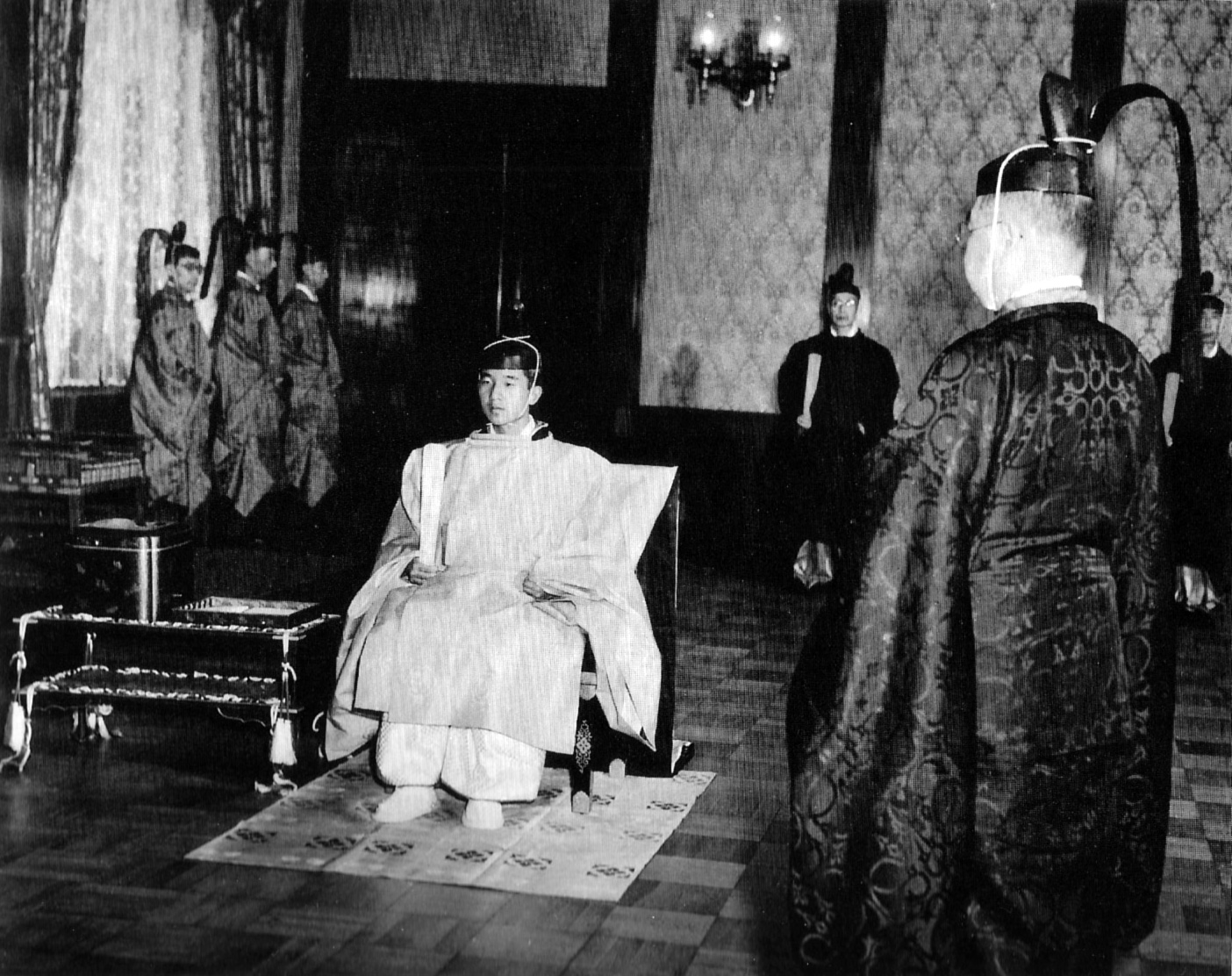
立太子礼に臨む皇太子明仁親王（上皇）(1952年)。

明治以降は皇室の家法として皇室典範が定められ、皇位継承の順序が厳格に定められるようになり、重大な病気などでない限り、皇位継承順位の変更は許されないこととなった。また現行の典範には「皇嗣たる皇子」として皇太子の立場が定められたが、「立太子」は明記されていない。
近代以降は、4例の立太子礼が行われている。
- 明宮 嘉仁親王（大正天皇）：1889年（明治22年）11月3日／満10歳　※第123代天皇
- 迪宮 裕仁親王（昭和天皇）：1916年（大正5年）11月3日／満15歳　※第124代天皇
- 継宮 明仁親王（上皇）：1952年（昭和27年）11月10日／満18歳　※第125代天皇
- 浩宮 徳仁親王（今上天皇）：1991年（平成3年）2月23日／満31歳　※第126代天皇

## 中国の事例
太子の語は中国に由来するもので、天子や諸侯王の後継者が太子と呼ばれた。史上最初に皇帝を名乗ったのは秦の始皇帝で、始皇帝の時代は第一皇子の扶蘇が皇太子として立てられていた。なお、始皇帝の没後に趙高らの陰謀で排除されたため、扶蘇は自殺させられ即位していない。
基本的には皇后の第一皇子を立太子する。功績を積み重ねた皇子は他の皇子から(もちろん自身も含む)太子を立てることもあり、これが原因となり派閥ができて政争が起きる場合もある。胤礽の場合は幼いころに立太子されたが、結局党派を作って廃位されている。このように、皇族の派閥関係が皇太子に影響することもある。

### 清

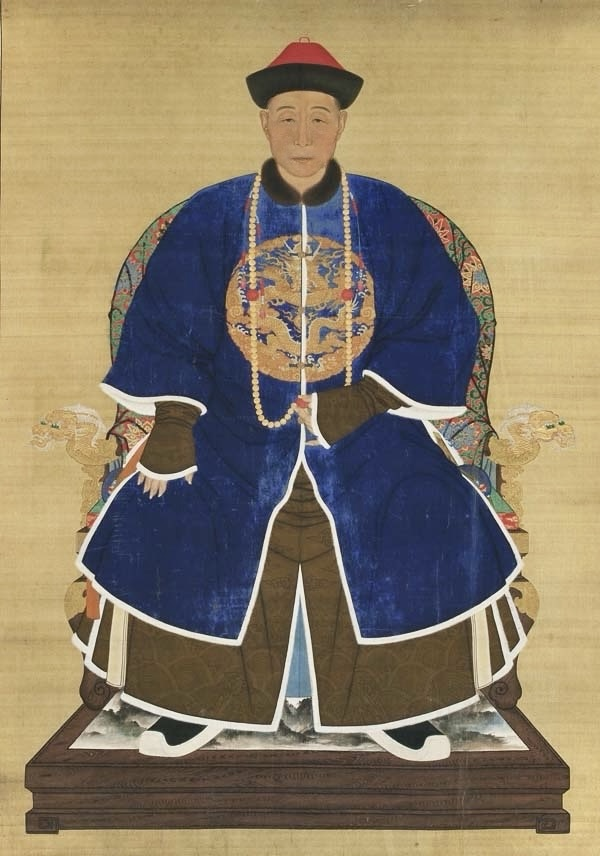
皇太子・愛新覚羅胤礽

清では元々皇帝が皇太子を任命するのではなく、満洲族の慣習上旗王諸王たちの会議で決められていたが、康熙帝が胤礽を立太子した事例がある。ただしその後胤礽は廃太子となっており、雍正帝が跡を継いでいる。
雍正帝の代に太子密建制が採用された後、 末期の同治帝・光緒帝・宣統帝では再び旗王諸王の会議で後継者が決められている。

## 朝鮮の事例
朝鮮半島の各王朝は、高麗のモンゴル帝国による服属期から李氏朝鮮後期まで長らく他国の冊封下にあったので、国王は皇帝の称号を名乗れず、必然的に太子の称号も使えず、国王の継承者は「王世子」と呼ばれていた。日清戦争の結果、下関条約が結ばれたことにより清の冊封から外れ、独立国となって国号を大韓帝国と改めた。この際に「皇太子」の称号を使うようになった（国王も大韓帝国皇帝となった）。
しかし韓国併合により朝鮮は大日本帝国の領土となり、旧帝室は日本の王公族となり、旧皇太子は王世子となった。その後も旧王室は日本の王公族として栄えた。しかし、大韓民国と北朝鮮建国時に法律上その身分を失った。

## 琉球の事例
琉球王国においては、王世子は御太子(ぐてーし)、または中城間切を領地としたので「中城王子」と称した。また、琉球王国の身分制度ではそのほかの王子は御殿(ウドゥン)と呼ばれていた。

琉球王国では、皇帝ではなく王の称号が使われたので、正確には皇太子ではなく王世子である。

| 身分                              | 身分                              | 戸数     | 割合   |
| --------------------------------- | --------------------------------- | -------- | ------ |
| 御 殿                             | 王子                              | 2戸      | 0.002% |
| 御 殿                             | 按司                              | 26戸     | 0.032% |
| 殿 内                             | 親方 （総地頭）                   | 38戸     | 0.047% |
| 殿 内                             | 脇地頭親方 親雲上                 | 296戸    | 0.367% |
| 一般士族 （里之子・筑登之親雲上） | 一般士族 （里之子・筑登之親雲上） | 20,759戸 | 25.79% |
| 平民                              | 平民                              | 59,326戸 | 73.71% |

## アジア以外の事例

### 英国
王位継承者は「プリンス・オブ・ウェールズ」（王太子に相当）に叙任されているが、長年書面での手続きのみであった。1911年7月13日、エドワード王子（後のエドワード8世）が叙任される際、英国ウェールズ地方のカーナーヴォン城にて史上はじめて盛大な式典が催された。この時、日本では「立太子式」として報道された。1969年7月1日、先例と同じくカーナーヴォン城にて、エリザベス2世女王の第一王子のチャールズ（のちのチャールズ3世）が、プリンス・オブ・ウェールズに叙任された。

### スペイン

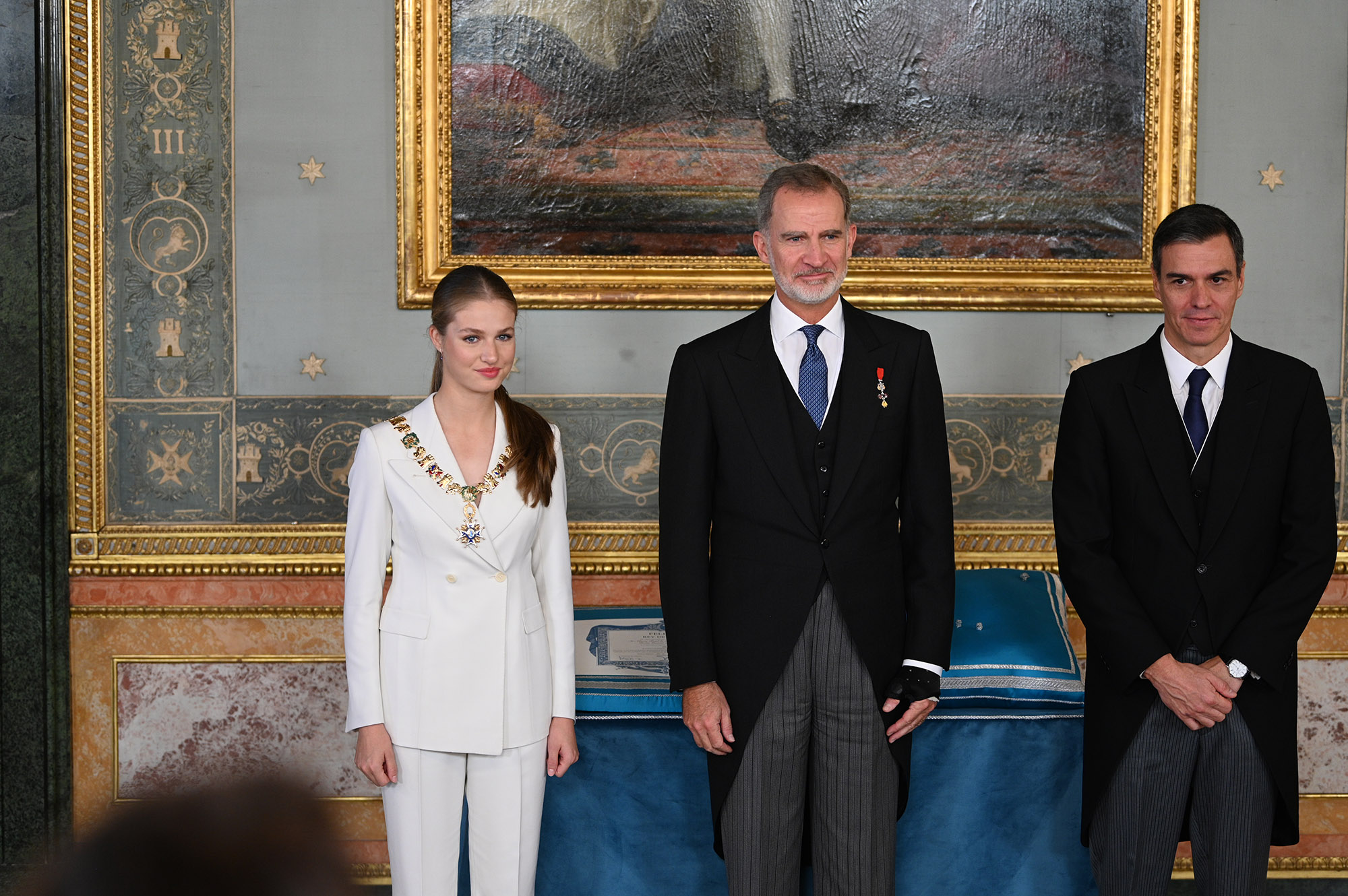
レオノール皇太子の立太子が行われた直後の記念写真。写真左が皇太子

2023年10月31日にスペイン皇太子のレオノール・デ・ボルボンが成人を迎え、議会で王位継承者としての宣誓式が行われた。このことは日本において「立太子」として報じられた。